# Heinrich 1. (Fürstenberg)
 For alternative betydninger, se Heinrich 1.. (Se også artikler, som begynder med Heinrich 1.)
Heinrich 1. af Furstenberg (født 1215, død 6. januar 1284 ) var stamfader til den schwabiske adelsslægt von Fürstenberg, der senere blev en del af den tyske højadel.

## Liv og gerning
Heinrich var søn af grev Egino V. von Urach. Han modtog i landfordelingen (omkring 1245) med sin bror, grev Conrad I fra Freiburg, de tidligere Zähringiske besiddelser i Schwarzwald og i Baar, byerne Villingen og Haslach og herredømme over Dornstetten, Urach, Steinach og Biberach .
"Selv efter inddelingen af arven kaldte Heinrich sig stadig grev af Urach, men fra og fremover 1250 udelukkende Herre og derefter greve af Fürstenberg, efter slottet og byen med dette navn, hvor han havde sin foretrukne bolig."  Slottet Fürstenberg udvidede han som sit herresæde.
Allerede i 1244 grundlagde Heinrich byen Vöhrenbach sammen med sine brødre. I 1253 donerede han Johanniter-Kommende Villingen.  I 1274 tog Heinrich del i oprettelsen af cistercienserklosteret "Maria Hof" Neudingen, , som senere blev anvendt, som adelskloster af huset Furstenberg. Bosættelsen af franciskanerne i Villingen går tilbage til hans initiativ.  1278 gav han fransiskanerne klostret Kniebis . 
Fra begyndelsen var Heinrich en loyal følger af Rudolf af Habsburg, for hvem han også arbejdede i rigsanliggender og diplomatiske missioner. I 1273 ledsagede han kongen til sin kroning i Aachen. I 1275 deltog han i rigdagen i Augsburg . I 1275/76 medvirkede Heinrich i en rigsdelegation til Lombardiet, hvor hyldningen af den nye konge fandt sted. Heinrich's arbejde for kongen og kongeriget er meget anset i litteraturen: "Til befæstning af Habsburgerne i kongetronen og, hvad der hænger sammen, til gendannelsen af et stærkt rigsforbund efter et ynkeligt forfald, har få mænd gjort så meget som grev Heinrich von Furstenberg."  Den 26. august 1278 deltog Heinrich i slaget ved Dürnkrut, hvor kong Rudolf vandt den afgørende sejr mod den bohemske konge Ottokar II .
Som belønning for sine tjenester modtog Heinrich byerne Villingen og Haslach, som kongen gjorde krav på, som et rigslån, og i begyndelsen af 1283 blev han ydermere udnævnt til lensgreve af Baar, efter at Greve af Sulz gav afkald på denne stilling. Han døde dog inden for et år og blev begravet ved katedralen i Villingen .

## Oprindelse, ægteskab og efterkommere
Heinrich en søn af Egino V. fra Urach-Freiburg og adelskabet til Neuffen. Heinrich giftede sig med Agnes af Truhendingen med hvem han fik 7 børn:
- Friedrich (død 1296) - grundlægger af Fürstenberger-linjen
- Egon (død 1324) - grundlægger af Haslacher-linjen
- Konrad (død 1320) - Canon i Constance
- Gebhard (død 1327) - Herre af Zindelstein
- Margaretha (død 1296) ∞ Albrecht II greve af Hohenberg
- Elisabeth - gift 1. gang med Berthold Freiherr von Falkenstein; gift 2. gang med Gottfried Palatine fra Tübingen
- Navn ukendt